# Watford Football Club
El Watford Football Club és un club de futbol de la ciutat de Watford, Anglaterra.

## Història
El Watford FC va ser fundat el 1881 com a Watford Rovers. Al principi l'equip estava format per jugadors amateurs, jugant al poble de Watford. La seva primera competició va ser la FA Cup de la temporada 1886-87, i el 1889 guanyà el seu primer títol oficial, el Herts Senior Cup. El 1893 canvià el seu nom a West Hertfordshire, després de convertir-se en la secció de futbol del West Hertfordshire Sports Club el 1890. El 1898 esdevingué Watford FC després d'absorbir el seu rival local Watford St. Mary’s. Mai ha aconseguit cap títol important al futbol anglès.
A mitjans dels anys 70, el famós cantant anglès Elton John va esdevenir president del club i va prometre injectar liquiditat al club. Del 1977 al 1982, l'equip va anar encadenant ascensos des de la Fourth Division fins a aconseguir l'ascens a la màxima categoria del futbol britànic, la First Division, després de quedar segons darrere del Luton Town la temporada 1981-82.

En la seva primera temporada al màxim nivell (la 1982-83), el Watford va ser l'equip revelació, acabant en segona posició després del Liverpool FC i amb el jugador Luther Blissett com a màxim golejador, que signaria per l'AC Milan després d'aquella temporada. Finalment, la temporada 1987-88 l'equip va descendir com a últim classificat i la temporada següent va fracassar en intentar tornar a la First Division després de perdre en els playoffs.

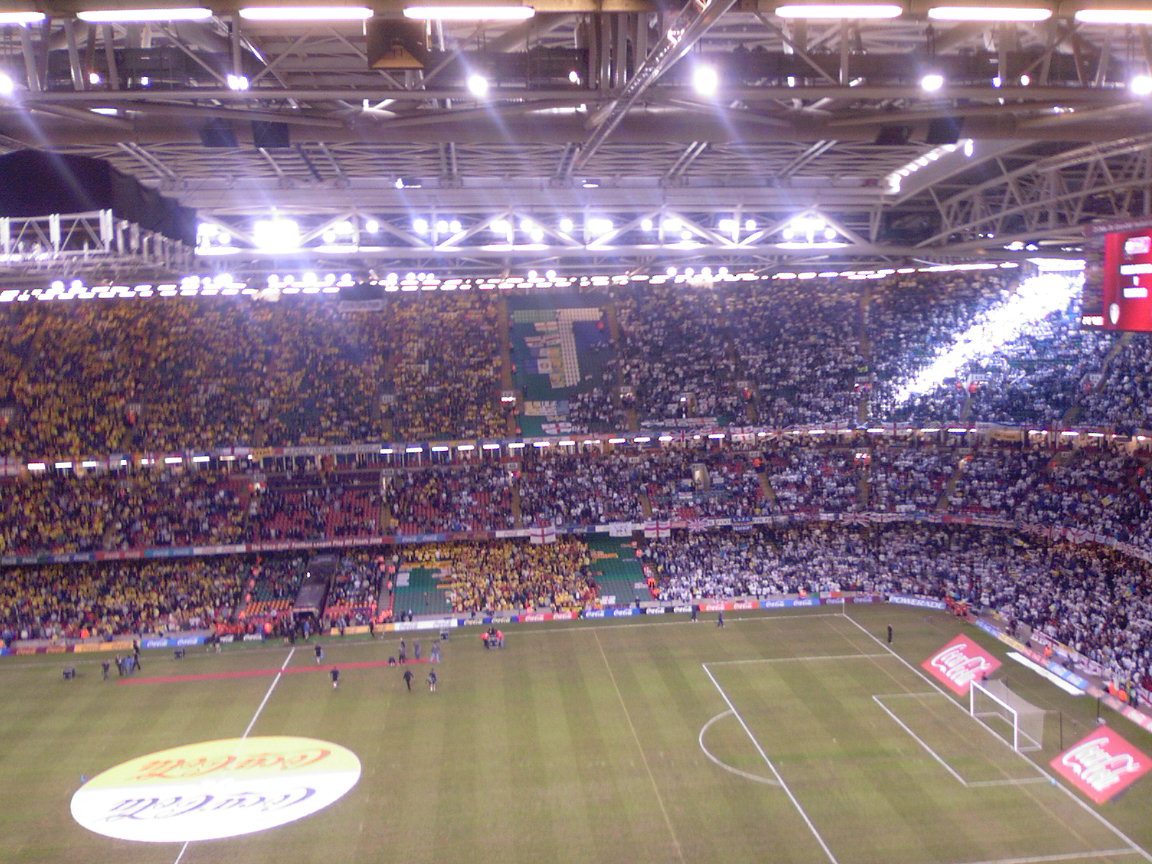
Play-off per The Championship el 2006 entre Leeds United i Watford

La dècada dels 90 va ser de mediocritat per als Hornets, que no van aconseguir ascendir. Però el 1997, el Watford finalment va ascendir de nou la temporada 1998-99 després de vèncer el Bolton Wanderers al playoff. L'equip no va durar molt en la màxima categoria, ja que va descendir en la següent temporada com a últim classificat.
La temporada 2006-07, el Watford va retornar a la Premier League després de vèncer el Leeds United FC en els playoffs. El Watford va finalitzar últim i va descendir de nou després de només una temporada a la Premier. No va ser fins a la temporada 2014-15, de la mà del tècnic Slaviša Jokanović, que van certificar el retorn a la Premier League.

## Estadis
- 1883-1883: Vicarage Meadow
- 1883-1889: Colney Butts
- 1889-1922: Cassio Road
- 1922-avui: Vicarage Road

## Colors
El Watford FC juga amb samarreta daurada, pantaló vermell i mitges vermelles. Però els colors del Watford han canviat considerablement al llarg de la història del club. La samarreta del club va presentar diverses combinacions de ratlles vermelles, verdes i grogues, abans que s'adoptés una samarreta de color blanc i negre la temporada 1909-10. Aquests colors es van mantenir fins als anys 20, quan el club va introduir una samarreta totalment blava. La temporada 1959-60, després de canviar els colors de l'equip per a samarreta daurada i pantaló negre, l'àlies de l'equip es va canviar a The Hornets (les vespes). Aquests colors van romandre fins al 1976, quan la samarreta del Watford va introduir el vermell, i l'or va canviar a groc.

### Evolució de l'uniforme[5]
| 1888-1889 | 1889-1890 | 1890-1897 | 1898 | 1902-1909 | 1909-1914 | 1914-1923 | 1927-1959 | 1959-1976 | 1976-... | 1979-1988, 1997-2002, 2006-2007, 2011-2012 |  |

## Palmarès
- 2 Lliga anglesa de Tercera Divisió: 1968-69, 1997-98
- 1 Lliga anglesa de Quarta Divisió: 1977-78
- 1 Southern League: 1915

## Jugadors destacats
| - Skilly Williams, 1913–1926 - Taffy Davies, 1931–1950 - Cliff Holton, 1958–1961, 1965–1966 - Pat Jennings, 1963–1964 - Duncan Welbourne, 1963–1974 - Stewart Scullion, 1966–1970, 1973–1976 - Tom Walley ~1966–1977 - Andy Rankin, 1971–1979 - Ross Jenkins, 1972–1983 - Roger Joslyn, 1974–1980 - Luther Blissett, 1976–83, 1984–8, 1991–2 | - Ian Bolton, 1977–1983 - Steve Sherwood, 1977–1987 - Wilf Rostron, 1979–1989 - Steve Sims, 1978–1984, 1986–1987 - Nigel Callaghan, 1980–1991 - Kenny Jackett, 1980–1990 - Les Taylor, 1980–1985 - John Barnes, 1981–1987 - Nigel Gibbs, 1982–2002 - Gary Porter, 1983–1996 - Tony Coton, 1984–1990 | - John McClelland, 1984–1990 - David James, 1990–1992 - Robert Page, 1994–2001 - Tommy Mooney, 1994–2001 - Steve Palmer, 1996–2001 - Alec Chamberlain, 1996–2007 - Paul Robinson, 1997–2003 - Heiðar Helguson, 2000–2005, 2009-2010 - Marlon King, 2005–2008 - Lloyd Doyley, 2001– - Adrian Mariappa, 2005–2012 |

## Entrenadors
| Nom                   | Nac. | Inici | Fi   |
| --------------------- | ---- | ----- | ---- |
| John Goodall          |      | 1903  | 1910 |
| Harry Kent            |      | 1910  | 1926 |
| Fred Pagnam           |      | 1926  | 1929 |
| Neil McBain           |      | 1929  | 1937 |
| Bill Findlay          |      | 1937  | 1947 |
| Jack Bray             |      | 1947  | 1948 |
| Eddie Hapgood         |      | 1948  | 1950 |
| Ron Gray              |      | 1950  | 1951 |
| Haydn Green           |      | 1951  | 1952 |
| Len Goulden           |      | 1952  | 1955 |
| Johnny Paton          |      | 1955  | 1956 |
| Len Goulden           |      | 1956  | 1956 |
| Neil McBain           |      | 1956  | 1959 |
| Ron Burgess           |      | 1959  | 1963 |
| Bill McGarry          |      | 1963  | 1964 |
| Ken Furphy            |      | 1964  | 1971 |
| George Kirby          |      | 1971  | 1973 |
| Mike Keen             |      | 1973  | 1977 |
| Graham Taylor         |      | 1977  | 1987 |
| Dave Bassett          |      | 1987  | 1988 |
| Steve Harrison        |      | 1988  | 1990 |
| Colin Lee             |      | 1990  | 1990 |
| Steve Perryman        |      | 1990  | 1993 |
| Glenn Roeder          |      | 1993  | 1996 |
| Graham Taylor         |      | 1996  | 2001 |
| Gianluca Vialli       |      | 2001  | 2002 |
| Ray Lewington         |      | 2002  | 2005 |
| Adrian Boothroyd      |      | 2005  | 2008 |
| Malky Mackay          |      | 2008  | 2008 |
| Brendan Rodgers       |      | 2008  | 2009 |
| Malky Mackay          |      | 2009  | 2011 |
| Sean Dyche            |      | 2011  | 2012 |
| Gianfranco Zola       |      | 2012  | 2013 |
| Giuseppe Sannino      |      | 2013  | 2014 |
| Óscar García Junyent  |      | 2014  | 2014 |
| Billy McKinlay        |      | 2014  | 2014 |
| Slaviša Jokanović     |      | 2014  | 2015 |
| Quique Sánchez Flores |      | 2015  | 2016 |
| Walter Mazzarri       |      | 2016  | 2017 |
| Marco Silva           |      | 2017  | 2018 |
| Javi Gracia           |      | 2018  | -    |